# Sprosselbrunnen bei Schönberg

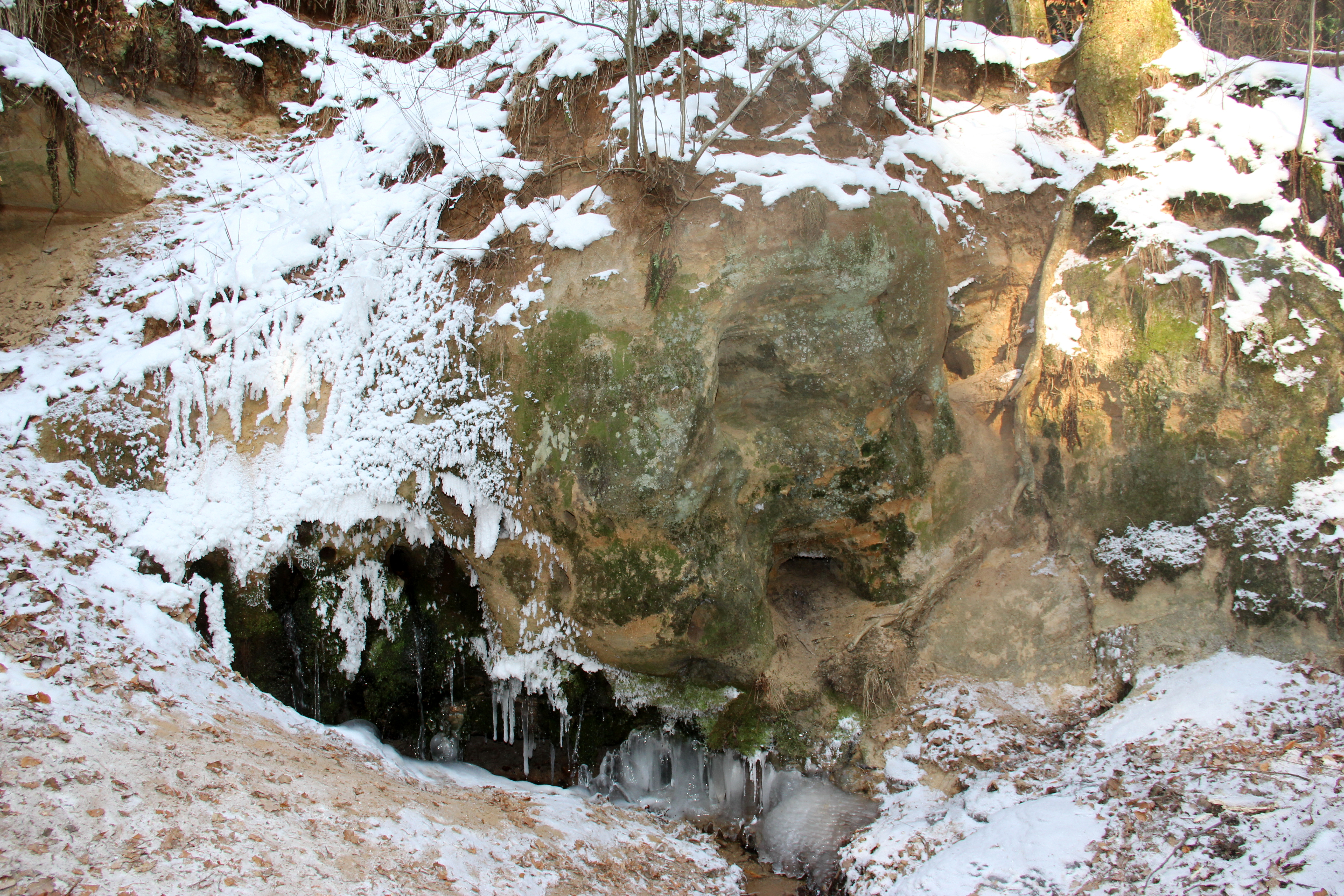
Sprosselbrunnen im Winter 2011/12

Der Sprosselbrunnen ist eine kleine Quelle nördlich von Haimendorf, einem Gemeindeteil von Röthenbach a.d. Pegnitz im mittelfränkischen Landkreis Nürnberger Land. Sie befindet sich auf dem Gemeindegebiet der Stadt Lauf an der Pegnitz.

## Beschreibung
Der Sprosselbrunnen wird auch als Spratzelbrunnen bezeichnet. Das Naturdenkmal liegt in der Nähe der Hüttenbachschlucht bei Haimendorf. Die Quelle hat je nach Jahreszeit und Witterung eine Schüttung von mehreren Litern pro Sekunde. Sie entspringt einem von Tonschichten durchzogenen Rhät-Lias-Sandsteinfelsen. Der Wasseraustritt hat zahlreiche Ausflussröhren im Sandstein gebildet, von denen die höher gelegenen infolge fortschreitender Erosion der Tonschichten im Innern des Felsens heute kein Wasser mehr führen.
Das Wasser mündet nach etwa 150 Metern in den Hüttenbach, einem Zufluss der Pegnitz. Von den prasselnden Geräuschen des Wasseraustrittes (fränkisch mundartlich spratzeln für knistern) hat die Quelle ihren Namen.
Die Quelle ist vom Bayerischen Landesamt für Umwelt als Geotop 574Q002 ausgewiesen. Siehe hierzu auch die Liste der Geotope im Landkreis Nürnberger Land.
Zusammen mit dem nahegelegenen Naturphänomen des Klingenden Wasserfalls bildet die Quelle ein nahtouristisches Ausflugsziel. Über einen mit Grünem Ring gekennzeichneten Wanderweg (Streckenverlauf siehe OpenStreetMap unter Schönberger Jakobsweg) ist sie entweder von Haimendorf oder von Schönberg aus erreichbar.

## Geologie
Im Lauf der Jahrtausende hat sich im Anschluss an die Quelle eine kleine Schlucht in die Übergangsschichten des Rhätsandsteins eingegraben. Die harten Sandsteine bilden hier eine Schichtstufe.